# Nagroda Brama Stokera w 1995
Zwycięzcy i nominowani do Nagrody Brama Stokera za rok 1995.

## Legenda
| zwycięzca |
| nominacja |

## Powieść (Novel)
| Imię i nazwisko    | Tytuł oryginalny | Tytuł polski |
| ------------------ | ---------------- | ------------ |
| Joyce Carol Oates  | Zombie           |              |
| Billie Sue Mosiman | Widow            |              |
| Yvonne Navarro     | Deadrush         |              |
| Alan Rodgers       | Bone Music       |              |

## Debiut powieściowy (First Novel)
| Imię i nazwisko | Tytuł oryginalny             | Tytuł polski |
| --------------- | ---------------------------- | ------------ |
| Lucy Taylor     | The Safety of Unknown Cities |              |
| Gary Bowen      | Diary of a Vampire           |              |
| Tananarive Due  | The Between                  |              |
| Edo van Belkom  | Near Death                   |              |

## Długie opowiadanie (Long Fiction)
| Imię i nazwisko      | Tytuł oryginalny         | Tytuł polski |
| -------------------- | ------------------------ | ------------ |
| Stephen King         | Lunch at the Gotham Cafe |              |
| Adam-Troy Castro     | Baby Girl Diamond        |              |
| Thomas F. Monteleone | Looking for Mr Flip      |              |
| Wayne Allen Sallee   | Lover Doll               |              |

## Krótkie opowiadanie (Short Fiction)
| Imię i nazwisko          | Tytuł oryginalny       | Tytuł polski |
| ------------------------ | ---------------------- | ------------ |
| Harlan Ellison           | Chatting With Anubis   |              |
| Harry Crews              | Becky Lives            |              |
| Thomas Ligotti           | The Bungalow House     |              |
| William Browning Spencer | The Death of the Novel |              |

## Zbiór opowiadań (Fiction Collection)
| Imię i nazwisko  | Tytuł oryginalny   | Tytuł polski |
| ---------------- | ------------------ | ------------ |
| Jonathan Carroll | The Panic Hand     | Upiorna dłoń |
| Ed Gorman        | Cages              |              |
| Charles Grant    | The Black Carousel |              |

## Utwór non-fiction (Nonfiction)
| Imię i nazwisko                 | Tytuł oryginalny                                                             | Tytuł polski |
| ------------------------------- | ---------------------------------------------------------------------------- | ------------ |
| Michael Ashley William Contento | The Supernatural Index                                                       |              |
| Janet Leigh Christopher Nickens | Psycho: Behind the Scenes of the Classic Thriller                            |              |
| James Randi                     | An Encyclopedia of Claims, Frauds, and Hoaxes of the Occult and Supernatural |              |
| Cathal Tohill Pete Tombs        | Immoral Tales: European Sex & Horror Movies 506-1984                         |              |

## Nagroda za całokształt twórczości (Lifetime Achievement)
- Harlan Ellison